# St. Michael (Leuzendorf)

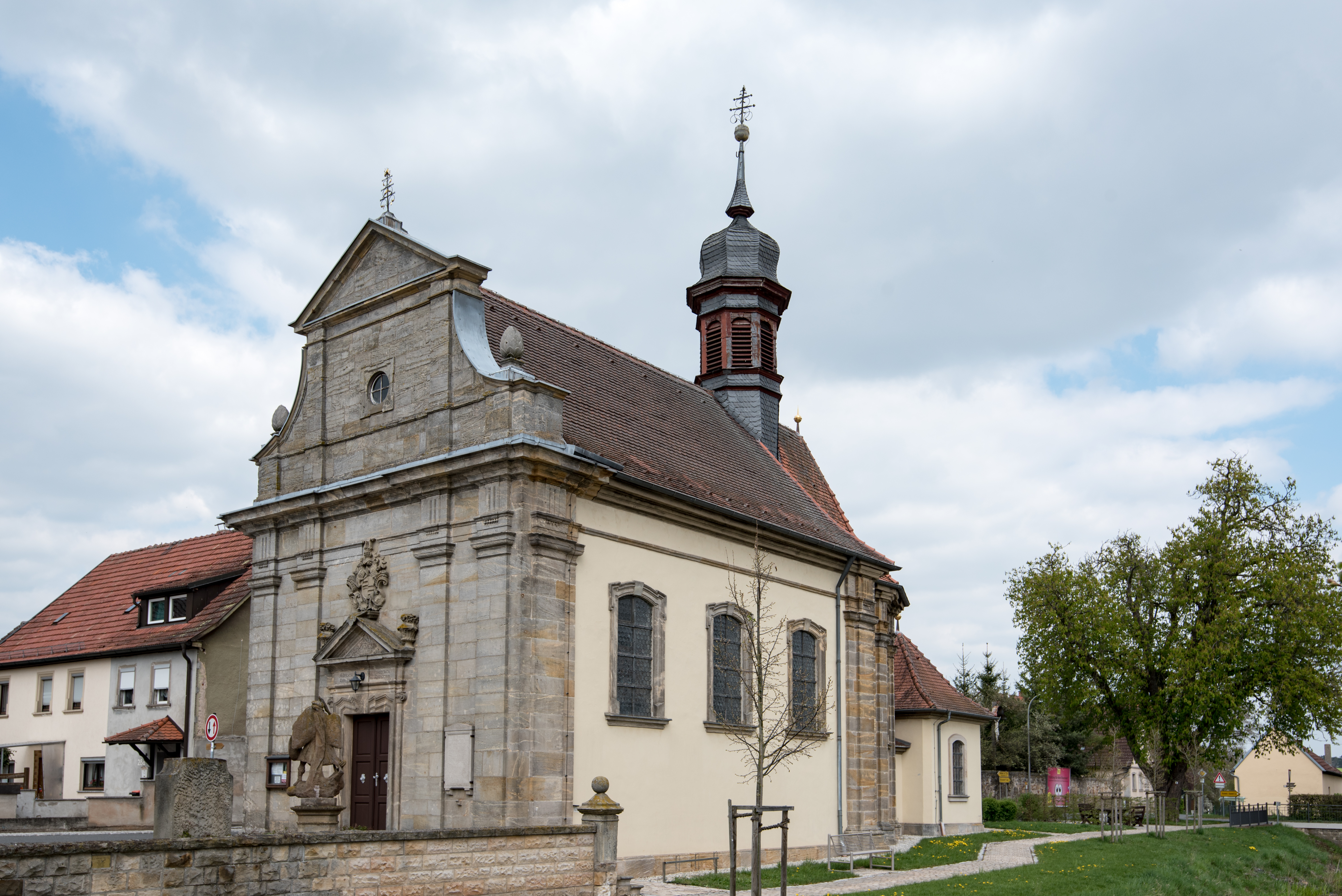
St. Michael (Leuzendorf)

Die römisch-katholische, denkmalgeschützte Filialkirche St. Michael steht in Leuzendorf in Unterfranken, einem Gemeindeteil der Gemeinde Burgpreppach im Landkreis Haßberge (Unterfranken, Bayern). Das Bauwerk entstand 1732–35. Die Kirche gehört zur Pfarrei Burgpreppach in der Pfarreiengemeinschaft Hofheim im Dekanat Haßberge des Bistums Würzburg.

## Beschreibung
Die Saalkirche aus der Zeit des Frührokoko wurde 1732–35 unter Karl Friedrich Wilhelm von Erthal erbaut. Sie besteht aus einem Langhaus aus drei Jochen und einem eingezogenen, dreiseitig geschlossenen Chor und der daran angebauten Sakristei im Osten. Die mit Pilastern gegliederte Fassade aus Quadermauerwerk im Westen ist mit einem Schweifgiebel bedeckt. Über dem Dach des Chors erhebt sich ein achteckiger, schiefergedeckter Dachreiter, der hinter den Klangarkaden den Glockenstuhl beherbergt und mit einer Zwiebelhaube bedeckt ist. 
Die Kirchenausstattung stammt aus der Bauzeit. Das Bauwerk ist in der Bayerischen Denkmalliste eingetragen.

## Orgel
Die 1768 von Michael Joseph Franz aus Würzburg gebaute Orgel hat elf Register auf einem Manual und Pedal. Sie wurde 1958 von Orgelbau Otto Hoffmann aus Ostheim vor der Rhön renoviert und umdisponiert. Ihre Disposition lautet seither:
| Manual C–d3 |               |       |
| 1.          | Salicional    | 8′    |
| 2.          | Rohrflöte     | 8′    |
| 3.          | Gedackt       | 8′    |
| 4.          | Principal     | 4′    |
| 5.          | Kleingedackt0 | 4′    |
| 6.          | Quinte        | 2 ⁄3′ |
| 7.          | Blockflöte    | 2′    |
| 8.          | Sifflöte      | 1′    |
| 9.          | Cymbel II     |       |

| Pedal C–d1 |           |     |
| 10.        | Subbaß    | 16′ |
| 11.        | Octavbaß0 | 8′  |

- Koppel: Pedalkoppel (M/P – fest angekoppelt)
- Anmerkungen:

1. ↑  1958 neu, ursprünglich Viola da Gamba 8′.
2. 1 2 3  1958 neu.